# Финал Кубка Англии по футболу 2009
Финал Кубка Англии по футболу 2009 года стал 128-м финалом старейшего футбольного кубкового турнира в мире, Кубка Англии. Матч состоялся 30 мая 2009 года на стадионе «Уэмбли» в Лондоне, и стал третьим финалом Кубка Англии на обновлённом «Уэмбли». В финальном матче встретились клубы Премьер-лиги «Челси» и «Эвертон». Победу со счётом 2:1 одержал лондонский клуб.

## Перед матчем
В финальных матчах Кубка Англии «Челси» принимал участие 8 раз и одержал 4 победы в 1970, 1997, 2000 и 2007, в то время как «Эвертон» участвовал в финалах 12 раз и одержал 5 побед: 1906, 1933, 1966, 1984 и 1995.

В сезоне 2008/09 команды встречались между собой два раза. Оба матча завершились со счетом 0:0 в декабре на «Гудисон Парк» и в апреле на «Стэмфорд Бридж».

Между собой команды встречались 158 раз во всех соревнованиях. В 60 матчах победу одержал «Челси», в 48 — была зафиксирована ничья и в 48 победил «Эвертон».

## Обзор матча

### Первый тайм
Начало встречи вышло ошеломляющим. Уже на 25-й секунде встречи «Эвертон» открыл счёт, благодаря точному удару Луи Саа. Этот гол стал самым быстрым в истории финальных матчей Кубка Англии. Атака левым флангом завершилась подачей в штрафную Петра Чеха, защитники «Челси» не сразу выбили мяч, позволив Маруану Фелайни за него зацепиться. Бельгиец, выиграв борьбу, откатил мяч на Саа и тот неотразимо пробил в угол низом. Этот гол поставил француза на первое место в почетном списке самых скорострельных бомбардиров в истории Кубка Англии. До сего момента самым быстрым голом в более чем 120-летней истории турнира был гол Роберто Ди Маттео. «Челси» понадобилось почти двадцать минут на то чтобы оправиться от такого старта, в которые уместилось совсем немного моментов. Например, обострение на 5-й минуте у ворот Тима Ховарда, которому пришлось выбивать мяч кулаками, или удар Майкла Эссьена выше ворот на 14-й минуте. Сравнять счёт, лондонской команде удалось на 21-й минуте. Фрэнк Лэмпард заметил на левом фланге свободного Флорана Малуда и перевел туда мяч. Француз, получив его, осмотрелся и навесил в штрафную, где подачу караулил Дрогба, который и сравнял счёт ударом головой. Темп по-прежнему был невысоким, команды все так же осторожничали. «Эвертону» уже не было смысла играть на отбой, и у него стали появляться моменты. Форварды «ирисок», Саа и Кэхилл, стали чаще получать мяч. Футболисты «Челси» пробили по воротам Ховарда пару раз усилиями Дрогба и Лэмпарда, а потом попытались заработать пенальти, но падение Анелька в штрафной «Эвертона» не было расценено судьёй встречи Говардом Уэббом как нарушение правил. Под конец тайма у подопечных Хиддинка возник реальный голевой момент, но прорвавшемуся левым флангом в штрафную «ирисок» Эшли Коул ну удалось нанести хороший удар, и момент был упущен. После этого хороший момент возник уже у «Эвертона»: после стандартного положения закрученный Лейтоном Бейнсом мяч вынудил Чеха ошибиться, но в ворота не залетел. Первый тайм завершился со счётом 1:1.

### Второй тайм
После перерыва на поле у «Эвертона» появился Ларс Якобсен — он вышел вместо Хибберта. На 49-й Флоран Малуда мощным ударом после розыгрыша углового послал мяч на трибуны. Затем команды обменялись не слишком опасными атаками. Затем Анелька попробовал забросить мяч в штрафную «Эвертона», но Тим Ховард забрал мяч. После этого небольшого всплеска в игре в начале тайма, темп снова упал после 57-й минуты. После этого хороший момент возник у ворот «Эвертона»: защитники упустили прорыв Николя Анелька в штрафную и позволили тому изящно вырезать мяч в дальний верхний угол ворот, но удару не хватило совсем немного точности. На 61-й минуте Хиддинк произвёл первую замену в составе «Челси»: на поле вышел Михаэль Баллак вместо Эссьена. «Эвертон» ответил неожиданным ударом Кэхилла с дальнего расстояния. Через пять минут они отметились там снова, сначала неубедительной подачей в штрафную, а потом опасным ударом Луи Саа головой с близкого расстояния, мяч пролетел немного выше перекладины. После этого «Челси» перехватил инициативу. Активный Малуда дважды в течение двух минут совершил забеги по левому флангу и совершил навесы в штрафную — оба раза неудачно. На 72-й минуте «Челси» вышел вперёд: Фрэнк Лэмпард нанёс мощный удар с левой ноги в дальний угол ворот «Эвертона». Счёт стал 2:1. Вскоре Стивен Пинар нанёс удар издали, пытаясь помочь своей команды уйти от поражения, но удар пришёлся в рекламный щит. На 77-й минуте Флоран Малуда сильно ударил по воротам и мяч, ударившись об перекладину, скакнул за линию ворот, после чего выпрыгнул обратно в поле, однако судьи не увидели, пересёк ли мяч линию полностью, и гол не зафиксировали. Спустя три минуты, на поле у «ирисок» вышел Дэн Гослинг, выведший «Эвертон» в финал. Затем отличный шанс закрепить успех своей команды упустил Николя Анелька: он вышел один на один с Ховардом, но, перебросив вратаря, француз перекинул и ворота. В итоге матч так и закончился со счётом 2:1 в пользу «Челси». Таким образом, лондонский клуб выиграл пятый Кубок Англии в своей истории.

## Путь к финалу
| Челси           | Челси     | Раунд     | Эвертон           | Эвертон   |
| --------------- | --------- | --------- | ----------------- | --------- |
| Оппонент        | Результат |           | Оппонент          | Результат |
| Саутенд Юнайтед | 1:1; 1:4  | Раунд 3   | Маклсфилд Таун    | 0:1       |
| Ипсвич Таун     | 3:1       | Раунд 4   | Ливерпуль         | 1:1; 1:0  |
| Уотфорд         | 1:3       | Раунд 5   | Астон Вилла       | 3:1       |
| Ковентри Сити   | 0:2       | Раунд 6   | Мидлсбро          | 2:1       |
| Арсенал         | 2:1       | Полуфинал | Манчестер Юнайтед | 0:0 (4:2) |
|                 |           |           |                   |           |

## Составы команд
| Челси                      | 2:1     | Эвертон |
| -------------------------- | ------- | ------- |
| - Дрогба 21′ - Лэмпард 72′ | (отчёт) | Саа 1′  |

| Челси | Эвертон |

| Челси:          |    |                    |     |     |
|                 |    |                    |     |     |
| GK              | 1  | Петр Чех           |     |     |
| RB              | 17 | Жозе Бозингва      |     |     |
| CB              | 33 | Алекс              |     |     |
| CB              | 26 | Джон Терри (к)     |     |     |
| LB              | 3  | Эшли Коул          |     |     |
| DM              | 12 | Джон Оби Микел     | 63' |     |
| CM              | 5  | Майкл Эссьен       |     | 61' |
| CM              | 8  | Фрэнк Лэмпард      | 84' |     |
| RW              | 39 | Николя Анелька     |     |     |
| LW              | 15 | Флоран Малуда      |     |     |
| CF              | 11 | Дидье Дрогба       |     |     |
| Запасные:       |    |                    |     |     |
| GK              | 40 | Энрике Илариу      |     |     |
| DF              | 2  | Бранислав Иванович |     |     |
| DF              | 35 | Жулиано Беллетти   |     |     |
| DF              | 42 | Майкл Мансьенн     |     |     |
| MF              | 13 | Михаэль Баллак     |     | 61' |
| FW              | 9  | Франко Ди Санто    |     |     |
| FW              | 21 | Саломон Калу       |     |     |
| Главный тренер: |    |                    |     |     |
| Гус Хиддинк     |    |                    |     |     |

| Эвертон:        |    |                  |       |     |
|                 |    |                  |       |     |
| GK              | 24 | Тим Ховард       |       |     |
| RB              | 2  | Тони Хибберт     | 8'    | 46' |
| CB              | 4  | Джозеф Йобо      |       |     |
| CB              | 5  | Джолиан Лескотт  |       |     |
| LB              | 3  | Лейтон Бейнс     | 90+4' |     |
| RM              | 21 | Леон Осман       |       | 82' |
| DM              | 18 | Фил Невилл (к)   | 47'   |     |
| LM              | 20 | Стивен Пинар     |       |     |
| AM              | 17 | Тим Кэхилл       |       |     |
| CF              | 25 | Маруан Феллайни  |       |     |
| CF              | 9  | Луи Саа          |       | 75' |
| Запасные:       |    |                  |       |     |
| GK              | 1  | Карло Нэш        |       |     |
| DF              | 15 | Ларс Якобсен     |       | 46' |
| MF              | 8  | Сегундо Кастильо |       |     |
| MF              | 26 | Джек Родуэлл     |       |     |
| MF              | 32 | Дэн Гослинг      |       | 82' |
| FW              | 14 | Джеймс Вон       |       | 75' |
| FW              | 37 | Жозе Бакстер     |       |     |
| Главный тренер: |    |                  |       |     |
| Дэвид Мойес     |    |                  |       |     |

| Судейская бригада - Помощники судьи: - Майкл Малларкей (Девон) - Дэвид Ричардсон (Уэст-Йоркшир) - Резервный судья: Мартин Аткинсон (Уэст-Йоркшир) | Регламент матча - 90 минут основного времени. - 30 минут овертайм в случае необходимости. - Послематчевые пенальти в случае необходимости. - Семь игроков в запасе. - Максимум три замены. |

Расшифровка позиций:

GK — вратарь; RB — правый защитник; СВ — центральный защитник; LB — левый защитник; SW — свипер (свободный защитник); RM — правый полузащитник; CM — центральный полузащитник; LM — левый полузащитник; AM — атакующий полузащитник; SS — оттянутый нападающий; CF — центральный нападающий; DF — защитник; MF — полузащитник; FW — нападающий.

## Статистика матча
|                        | Челси | Эвертон |
| ---------------------- | ----- | ------- |
| Голы                   | 2     | 1       |
| Всего ударов           | 12    | 6       |
| Удары по воротам       | 4     | 2       |
| Процент владения мячом | 58 %  | 42 %    |
| Угловые удары          | 5     | 1       |
| Фолы                   | 12    | 17      |
| Офсайды                | 2     | 3       |
| Жёлтые карточки        | 2     | 3       |
| Красные карточки       | 0     | 0       |

## Рекорды
- Гол, забитый Луи Саа на 25-й секунде, стал самым быстрым в истории финалов Кубка Англии. Предыдущее достижение было установлено в финале 1895 года Бобом Чаттом из «Астон Виллы»[5].
- Эшли Коул стал четвертым футболистом, которому за футбольную карьеру удалось выиграть 5 Кубков Англии. Трое прошлых рекордсменов выигрывали Кубок еще в XIX веке[6].
- «Эвертон» проиграл в восьмой раз в финале Кубка Англии; это больше, чем любой другой английский клуб.